# Tschröschen
Tschröschen ist eine Ortschaft in der Gemeinde Glödnitz im Bezirk St. Veit an der Glan in Kärnten. Die Ortschaft hat 8 Einwohner (Stand 1. Jänner 2024). 

## Lage
Die Ortschaft liegt inmitten der Katastralgemeinde Glödnitz, am Talboden des Glödnitztals, knapp 2 km nördlich des Gemeindehauptorts Glödnitz. Zu ihr gehören Süßenbacherhube (Nr. 1 und 3), Obere Heritzenkeusche (Nr. 8, 13 und 14) und Heritzer (Nr. 12).

## Geschichte
Bei Gründung der Ortsgemeinden Mitte des 19. Jahrhunderts kam Tschröschen an die Gemeinde Glödnitz. Bei der Kärntner Gemeindestrukturreform von 1973 kam der der Ort an die damals neu errichtete Gemeinde Weitensfeld-Flattnitz, seit deren Auflösung 1991 gehört die Ortschaft wieder zur Gemeinde Glödnitz.

## Bevölkerungsentwicklung
Für die Ortschaft ermittelte man folgende Einwohnerzahlen:
- 1869: 10 Häuser, 66 Einwohner[2]
- 1880: 10 Häuser, 54 Einwohner[3]
- 1890: 10 Häuser, 72 Einwohner[4]
- 1900: 10 Häuser, 66 Einwohner[5]
- 1910: 9 Häuser, 48 Einwohner[6]
- 1923: 9 Häuser, 50 Einwohner[7]
- 1934: 64 Einwohner[8]
- 1961: 10 Häuser, 40 Einwohner[9]
- 2001: 5 Gebäude (davon 3 mit Hauptwohnsitz) mit 7 Wohnungen; 13 Einwohner und 1 Nebenwohnsitzfall; 4 Haushalte; 0 Arbeitsstätten, 2 land- und forstwirtschaftliche Betriebe[10]
- 2011: 5 Gebäude, 13 Einwohner, 5 Haushalte, 1 Arbeitsstätte[11]
- 2021: 5 Gebäude, 8 Einwohner, 2 Haushalte, 1 Arbeitsstätte[12]